# Wladimir Brejtschew
Wladimir Miltschow Brejtschew (bulgarisch Владимир Милчов Брейчев; * 16. Dezember 1958 in Samokow) ist ein ehemaliger bulgarischer Skispringer.

## Werdegang
Brejtschew startete ab 1977 jährlich bei der Vierschanzentournee. Dabei gab er am 30. Dezember 1979 auch sein Debüt im Skisprung-Weltcup. Bei seinem ersten Weltcup-Springen außerhalb der Tournee konnte er in Harrachov am 14. Januar 1984 mit Platz 13 seine ersten Weltcup-Punkte gewinnen.
Bei den Olympischen Winterspielen 1984 in Sarajevo sprang Brejtschew von der Normalschanze auf den 19. Platz und von der Großschanze auf den 42. Platz.
Nach den Spielen blieb Brejtschew erneut ohne gute Platzierungen und verpasste in jedem Springen die Punkteränge klar. Auch bei den Weltmeisterschaften 1985 in Seefeld in Tirol und 1987 in Oberstdorf blieb er erfolglos.
Im Rahmen der Vierschanzentournee 1987/88 konnte er in Garmisch-Partenkirchen erneut zwei Weltcup-Punkte gewinnen. Bei den Olympischen Winterspielen 1988 in Calgary gehörte er erneut zum Aufgebot der Bulgaren und sprang von der Normalschanze auf den 53. und von der Großschanze den 46. Platz. Es dauerte anschließend bis zum 22. Januar 1989, bis er in Oberhof erneut auf einen Punkterang springen konnte. Bei der kurz darauf stattfindenden Nordischen Skiweltmeisterschaft 1989 in Lahti erreichte er auf der Normalschanze den 50. und auf der Großschanze den 32. Platz. Zum Beginn der Weltcup-Saison 1989/90 konnte er mit einem 8. Platz in Thunder Bay sein bis dahin bestes Resultat erzielen. Auch in den folgenden Springen konnte er konstante Leistungen erzielen und sprang mehrmals in die Punkte. Zum Saisonabschluss erreichte er in Planica das beste Ergebnis seiner Karriere und sprang auf der Großschanze auf den 7. Platz. Er beendete die Saison auf dem 34. Platz in der Weltcup-Gesamtwertung.
In den folgenden zwei Saisons konnte er an die Erfolge der Saison 1989/90 nicht mehr anknüpfen. Brejtschew beendete seine aktive Skisprungkarriere im Alter von 33 Jahren mit dem Start bei den Olympischen Winterspielen 1992 in Albertville. Dabei sprang er beim Springen von der Großschanze noch einmal auf den 50. und von der Normalschanze auf den 46. Platz.
Brejtschew ist der einzige bulgarische Skispringer, der dreimal bei Olympischen Winterspielen antrat.